# Бреннан, Майкл (хоккеист на траве)
Майкл Джин Бреннан (англ. Michael Gene Brennan; род. 15 октября 1975, Тувумба, Квинсленд) — австралийский хоккеист на траве, полевой игрок. Олимпийский чемпион 2004 года, серебряный призёр летних Олимпийских игр 2000 года.

## Биография
Майкл Бреннан родился 15 октября 1975 года в австралийском городе Тувумба.
Играл в хоккей на траве за «Эссендон» из Мельбурна и «Квинсленд Блейдс» из Брисбена.
В 1996 году дебютировал в составе сборной Австралии.
В 1998 году в составе сборной Австралии завоевал золотую медаль хоккейного турнира Игр Содружества в Куала-Лумпуре.
Дважды выигрывал медали Трофея чемпионов: серебро в 1997 году в Аделаиде и золото в 1999 году в Брисбене.
В 2000 году вошёл в состав сборной Австралии по хоккею на траве на летних Олимпийских играх в Сиднее и завоевал бронзовую медаль. Играл в поле, провёл 7 матчей, забил 3 мяча (по одному в ворота сборных Польши, Аргентины и Пакистана).
В 2004 году вошёл в состав сборной Австралии по хоккею на траве на летних Олимпийских играх в Афинах и завоевал золотую медаль. Играл в поле, провёл 7 матчей, забил 2 мяча (по одному в ворота сборных Индии и ЮАР).
В течение карьеры провёл за сборную Австралии 134 матча, забил 53 мяча.
Награждён медалью ордена Австралии.
Впоследствии стал тренером лошадей, выступающих на скачках.